# Jesse Pike
Jesse Pike (17 de setembro de 1890 — outubro de 1986) foi um ciclista olímpico estadunidense. Representou sua nação nos Jogos Olímpicos de Verão de 1912.